# IC 3890
IC 3890 је спирална галаксија у сазвјежђу Ловачки пси која се налази на листи објеката дубоког неба у Индекс каталогу.
Деклинација објекта је + 37° 11' 7" а ректасцензија 12h 54m 50,1s. Привидна величина (магнитуда) објекта IC 3890 износи 15,4 а фотографска магнитуда 16,2.